# Райт, Дирк
Дирк Райт (нем. Dirk Reith; род. 26 июня 1947, Дюссельдорф) — немецкий композитор и музыкальный педагог.

## Биография
Учился в Дюссельдорфской Высшей школе музыки у Милко Келемена, одновременно получив образование в области звукорежиссуры. В 1974—1976 гг. занимался в Институте сонологии у Готфрида Михаэля Кёнига. В 1975 г. основал студию электронной музыки при Высшей музыкальной школе Фолькванг в Эссене и приступил к разработке учебного курса по электронной музыке. В настоящее время Райт является профессором композиции в школе Фолькванг и директором Института компьютерной музыки и электронных медиа при ней; он также учредил в Эссене Международный фестиваль компьютерной музыки «EX MACHINA».